# (8890) Montaigne
(8890) Montaigne ist ein Asteroid des äußeren Hauptgürtels, der am 10. August 1994 von dem belgischen Astronomen Eric Walter Elst am La-Silla-Observatorium der Europäischen Südsternwarte in Chile (IAU-Code 809) entdeckt wurde. Unbestätigte Sichtungen des Asteroiden hatte es vorher schon mehrere gegeben: im März 1975 unter der vorläufigen Bezeichnung 1975 EE1 am Krim-Observatorium in Nautschnyj und am 16. Oktober 1990 (1990 VD10) im Rahmen des Digitized Sky Survey des Palomar-Mountain-Observatoriums.
Der Asteroid gehört der Themis-Familie an, einer Gruppe von Asteroiden, die nach (24) Themis benannt wurde.
(8890) Montaigne wurde am 20. November 2002 nach dem französischen Philosophen Michel de Montaigne (1533–1592) benannt. Es wurde auch beantragt, einen Mondkrater der südlichen Mondhemisphäre nach Michel de Montaigne zu benennen, was von der Internationalen Astronomischen Union (IAU) jedoch nicht anerkannt wurde. Der Komet C/1774 P1 (Montaigne) hingegen wurde nach seinem Entdecker Jacques Leibax Montaigne (* 1716; † 1785?) benannt.